# هرقلية أناضولية
هرقلية أناضولية (الاسم العلمي: Heracleum anatolicum) هي نوع غير مؤكد من النباتات يتبع جنس الهرقلية من الفصيلة الخيمية. سمي هذا النوع نسبةً إلى الأناضول.